# Югославия на летних Олимпийских играх 1964
Югославия принимала участие в Летних Олимпийских играх 1964 года в Токио (Япония) в десятый раз за свою историю, и завоевала 2 золотых, 1 серебряную и 2 бронзовых медали. Югославия не пропустила ни одной летней олимпиады с 1920 года.

## Медалисты
| Медаль  | Спортсмен            | Вид спорта  | Дисциплина                              |
| ------- | -------------------- | ----------- | --------------------------------------- |
| Золото  | Мирослав Церар       | Гимнастика  | Мужчины, конь                           |
| Золото  | Бранислав Симич      | Борьба      | Мужчины, греко-римская борьба, до 87 кг |
| Серебро | Сборная              | Водное поло | Мужчины                                 |
| Бронза  | Бранислав Мартинович | Борьба      | Мужчины, греко-римская борьба, до 63 кг |
| Бронза  | Мирослав Церар       | Гимнастика  | Мужчины, перекладина                    |